# Dolga vas (Kočevje, Slovenija)
Dolga vas je naselje u slovenskoj Općini Kočevju. Dolga vas se nalazi u pokrajini Dolenjskoj i statističkoj regiji Jugoistočnoj Sloveniji. 

## Stanovništvo
Prema popisu stanovništva iz 2002. godine naselje je imalo 740 stanovnika.